# Жінки в римській армії
У давньому Римі жінкам не дозволялося служити у римській армії. Римська військова організація була високоорганізованою та дисциплінованою силою, і її основна мета полягала в захисті імперії та розширенні територій шляхом завоювань. Римська армія складалася виключно з чоловіків-громадян та набиралася серед римських громадян та союзників.

## Сфери, в яких жінки могли брати участь
Права та ролі жінок у давньому Римі були переважно обмежені до сфери домашнього господарства, і їх головні обов'язки пов'язувалися з управлінням господарством, вихованням дітей та підтриманням соціального порядку у родині. Хоча римлянки мали певні права та могли займатися бізнесом, брати участь у релігійних обрядах та впливати на родинне життя, військова служба не була частиною їхньої соціальної ролі.
Проте жінки грали роль у підтримці римської армії. Вони часто супроводжували армію під час походів і надавали послуги, такі як медична допомога, готування їжі та догляд за пораненими. Деякі багаті жінки здавали в оренду війську власні володіння для забезпечення продовольства та інших логістичних потреб.
Жінки могли мати значний вплив у політичному житті через свої зв'язки та вплив на своїх чоловіків, братів чи синів. Деякі жінки римського імперіаторського роду здобули значний політичний вплив і стали впливовими імператрицями.
Крім того, жінки могли займати важливі релігійні посади. В Римі було багато жіночих культів, і жінки мали можливість брати участь у релігійних обрядах, бути відповідальними за догляд за святинями та виконувати релігійні обов'язки. Деякі жінки також володіли власними маєтками та могли бути успішними підприємицями.
У воєнних справах, хоча жінки не були допущені до самої римської армії, деякі жінки виявляли мужність та показували свою вірність Риму, військовим супроводом своїх чоловіків чи братів. Вони могли бути присутніми на полі бою, надавати підмогу пораненим та морально підтримувати військових. Однак це не означало офіційної військової служби, а було більш індивідуальною і додатковою роллю у воєнних умовах.
Існує обмежена кількість свідчень про участь жінок в римській армії, що робить їхню історію малодоступною. Упродовж імператорського правління Августа була введена заборона на шлюби між звичайними солдатами.
Однак починаючи з 1980-х деякі вчені запропонували теорію, згідно з якою дружини та діти центуріонів могли жити з ними в прикордонних і провінційних укріпленнях. Ця гіпотеза викликала зацікавлення, оскільки свідчення про присутність жінок в армійських укріпленнях можуть вказувати на більш комплексну роль жінок в римському війську, ніж раніше вважалося. Якщо це підтвердиться, це може змінити розуміння гендерних відносин і соціального життя в армії Римської імперії. Далі вчені мають намір зосередитися на дальших археологічних розкопках і перевірити достовірність цієї гіпотези.
Необхідні подальші дослідження та аналіз джерел допоможуть урізноманітнити наше розуміння римської військової історії та ролі жінок в ній. Це також відкриває шлях для глибшого осмислення впливу гендерних норм та військових структур на розвиток давньоримського суспільства в цілому.

## Роль жінок в суспільстві
Сприйняття жінок було визначене глибоко укоріненими патріархальними цінностями того часу. Жінок вважали слабшою статтю, чия роль обмежувалася домашнім життям і піклуванням про сім'ю.
Соціальний статус жінок у Римській імперії залежав від їхнього стану, народження та сімейного статусу. Багаті римлянки мали більше свободи та можливостей, включаючи можливість займатися бізнесом, володіти власністю та впливати на політику. Однак і вони були обмежені соціальними та правовими нормами.
Жінки в Римській імперії не мали права голосу і не могли займати посади в політичній системі. Їхні права були обмежені, і вони були підпорядковані чоловікам у сімейному житті. Зокрема, чоловіки мали контроль над майном та рішеннями, пов'язаними з сім'єю. Жінкам було дозволено брати участь у релігійних обрядах, але вони не могли служити як священиці.
Для жінок в Стародавньому Римі існував ідеал, за яким їх оцінювали: Римська Матрона. Це давало розуміння критеріїв ідеального жіночого образу, і таким чином з військовою діяльністю це не могло бути пов'язаним.

## Судження римських філософів про жінок
Марк Туллій Цицерон був відомий поглядами на жіночу роль у суспільстві, негативно висловлюючись про жіночу природу та здібності. Так, у праці "De Officiis" Цицерон писав про природний розподіл ролей між чоловіками і жінками. Він вважав, що жінки повинні віддавати перевагу сімейному життю та материнству, а не займатися політикою або громадськими справами. Він стверджував, що жінки мусять бути покірними, слухняними та підпорядковуватися своїм чоловікам. Проте Цицерон також визнавав значні інтелектуальні здібності окремих жінок. У листах до дружини Теренції та інших жінок він виражав повагу до їхнього розуму і здатності до морального вдосконалення.
Погляди Цицерона щодо жінок відображали культурний контекст того часу і можуть бути розглянуті як продукт часу та соціальних уявлень. Відношення до жінок у стародавньому Римі були складними та розмаїтими, і думки різних філософів та письменників могли відрізнятися.
«Вона дуже розумна і дбайлива домогосподарка, і її відданість мені є вірною ознакою її чесноти», - Пліній Молодший у листі до своєї нареченої Кальпурнії висловлював вдячність за її інтелектуальні здібності та здатність запам'ятовувати його твори. У листі Плінія може бути виражена любов та повага до Кальпурнії, яка не обмежувалася роллю дружини, а включала й її розумовий потенціал та інтелектуальний внесок у їхній зв'язок.